# Mentalidade
MENTALIDADE
O termo mentalidade se refere a uma predisposição psicológica que uma pessoa ou grupo social têm para determinados pensamentos e padrões de comportamento, referindo-se ainda à maneira como nações inteiras se conduzem ideologicamente. Alguns cientistas sociais tentaram descrever a mentalidade pelos chamados "padrões culturais", mas a confiabilidade desse método era controversa porque poderia levar a estereótipos.
Cientificamente, o termo é usado principalmente em sociologia e história das mentalidades.
MENTALIDADE DE UM ATLETA
Kobe Bryant deixou um legado enorme no esporte, mas também uma série de lições que a gente pode levar para a vida.
Jogador do NBA pelo Los Angeles Lakers, Kobe ganhou 5 títulos da NBA, maior liga de basquete do mundo, em 2000, 2001, 2002, 2009 e 2010. 
Para esse histórico de vitórias e conquistas, Bryant precisou de muito esforço e dedicação, mas, muito além disso, Kobe se destacou com sua metodologia, a Mamba Mentality.
“A Mamba Mentality é focada no processo e confiada no trabalho árduo”, disse Kobe em entrevista.
Este é um conteúdo sobre o Kobe, sobre Mamba Mentality  e também sobre como você pode sim traçar um caminho rumo a vitória, independente da área e objetivos que possui.
MENTALIDADE DE SUCESSO
Mentalidade de sucesso é o conjunto de crenças, atitudes e comportamentos responsáveis por ajudarem as pessoas alcançarem seus objetivos e desenvolverem um senso de propósito.
Pessoas com mentalidade de sucesso são aquelas que acreditam que podem alcançar seus objetivos, mesmo quando as coisas não saem como planejado. 
Sendo assim, pessoas que possuem essas características, têm a capacidade de visualizar seus objetivos e trabalhar em direção a eles. 
Uma mentalidade de sucesso é responsável por proporcionar: 
- Resiliência;
- Confiança;
- Motivação.

Além disso, ter uma mentalidade de sucesso, permite proporcionar a capacidade de refletir sobre os erros e aprender com eles ao invés de se desanimarem com eles.
MENTALIDADE OTIMISTA
Otimismo é uma atitude mental caracterizada pela esperança e confiança no sucesso e em um futuro positivo. Pessoas otimistas são as que esperam que coisas positivas aconteçam, enquanto pessimistas antecipam o contrário.
Segundo um estudo, atitudes otimistas estão associadas a uma série de benefícios, como mecanismos de enfrentamento mais saudáveis, níveis mais baixos de estresse, saúde física melhor e uma persistência maior ao perseguir metas.
Os otimistas tendem a ver as dificuldades como formas de aprendizado ou contratempos temporários. Até o pior dos dias traz consigo a promessa de que o amanhã será melhor.

Se você vê o lado positivo das coisas na maioria das situações, é provável que você perceba mais coisas boas acontecendo na sua vida do que a maioria das pessoas. Além disso, seu nível de estresse tende a ser menor e sua saúde mais forte.